# Berliet ICB
Der Berliet ICB war ein französischer Omnibus des Fahrzeugherstellers Berliet in Lyon aus der Zeit des Ersten Weltkrieges.

## Geschichte
Der Berliet ICB erhielt seine allgemeine Betriebserlaubnis durch den Ingenieur des mines am 19. Juli 1915. Das Fahrzeug wurde von 1915 bis 1917 gebaut. Für den Typ wurden die Chassisnummernbänder 11751–11800 und 17401–18000 reserviert. Unter der Annahme, dass diese Chassisnummern alle lückenlos vergeben wurden, sind 650 Berliet ICB gebaut worden.
Zumindest ein Exemplar war 1940 noch vorhanden und wurde in diesem Jahr auf Holzgas-Betrieb umgerüstet. Es wurde 1949 an einen Betreiber von Jahrmarktsfahrgeschäften verkauft, der es bis 1959 entsprechend verwendete. Dann wurde es von Berliet zurückgekauft und kann heute in der im Konservatorium der Fondation Berliet in Le Montellier 30 km nordöstlich Lyon besichtigt werden.
Puvilland verlegt die Produktionszeit des Berliet ICB in die Epoche ab 1911 bis etwa 1914. Dies erscheint insoweit zunächst schlüssig, als man meinen sollte, während des Krieges wären alle Anstrengungen darauf gerichtet worden, dringend an der Front benötigte LKW herzustellen. Andererseits wurden gerade im Hinterland vermehrt Omnibusse benötigt, um Rüstungsarbeiter aus Dörfern ohne Bahnanschluss zu und von den Rüstungsbetrieben in den Städten zu transportieren. Daher ist den Unterlagen der Fondation Berliet (als Primärquelle) der Vorzug zu geben, die die Produktion dieses Typs eindeutig in die Zeit 1915–1917 verweisen.

## Technik
Der Berliet ICB war ein Omnibus mit 33 Sitzplätzen sowie 15 Stehplätzen auf einer rückwärtigen Plattform. Die Höchstgeschwindigkeit lag bei 40 km/h. Der wassergekühlte Vierzylindermotor hatte eine Bohrung von 110 und einen Hub von 140 mm, also einen Hubraum von 5322 cm³ und leistete 40 effektive PS bei 1200/min. Steuerlich war das Fahrzeug mit 25 CV eingestuft. Das Getriebe hatte vier Vorwärtsgänge und einen Rückwärtsgang. Der Antrieb auf die Hinterachse erfolgte – das war für Nutzfahrzeuge bei Berliet neu – über eine Kardanwelle statt über Ketten. Der Radstand betrug 3,50 m, die Spur vorne 1,45 und hinten 1,557 m.